# Anastrangalia kasaharai
Anastrangalia kasaharai är en skalbaggsart som beskrevs av Makihara 2002. Anastrangalia kasaharai ingår i släktet Anastrangalia och familjen långhorningar. Inga underarter finns listade i Catalogue of Life.